# Annika Sprink
Annika Sprink (20 de outubro de 1995) é uma jogadora de hóquei sobre a grama alemã, medalhista olímpica.

## Carreira
Annika Sprink integrou o elenco da Seleção Alemã Feminina de Hóquei Sobre Grama, nas Olimpíadas de 2016, conquistando a medalha de bronze.